# Мадрид (Нью-Йорк)
Мадрид (англ. Madrid) — місто (англ. town) в США, в окрузі Сент-Лоуренс штату Нью-Йорк. Населення — 1744 особи (2020).

## Демографія
Згідно з переписом 2010 року, у місті мешкало 1735 осіб у 643 домогосподарствах у складі 461 родини. Було 759 помешкань
Расовий склад населення:
| - 97,1 % — білих - 0,6 % — чорних або афроамериканців - 0,3 % — корінних американців - 0,3 % — азіатів - 0,1 % — вихідців з тихоокеанських островів |

До двох чи більше рас належало 1,3 %. Частка іспаномовних становила 1,3 % від усіх жителів.
За віковим діапазоном населення розподілялося таким чином: 24,1 % — особи молодші 18 років, 62,2 % — особи у віці 18—64 років, 13,7 % — особи у віці 65 років та старші. Медіана віку мешканця становила 41,1 року. На 100 осіб жіночої статі у місті припадало 101,7 чоловіків;  на 100 жінок у віці від 18 років та старших — 102,5 чоловіків також старших 18 років.
Середній дохід на одне домашнє господарство  становив 58 650 доларів США (медіана — 47 313), а середній дохід на одну сім'ю — 69 507 доларів (медіана — 59 375). Медіана доходів становила 44 583 долари для чоловіків та 38 750 доларів для жінок. За межею бідності перебувало 20,4 % осіб, у тому числі 22,8 % дітей у віці до 18 років та 21,2 % осіб у віці 65 років та старших.
Цивільне працевлаштоване населення становило 690 осіб. Основні галузі зайнятості: освіта, охорона здоров'я та соціальна допомога — 28,0 %, мистецтво, розваги та відпочинок — 13,5 %, науковці, спеціалісти, менеджери — 7,1 %, будівництво — 7,1 %.